# Забулістан
Забулістан (перс. زابلستان) — історичний регіон на території сучасних південно-східного Ірану (Заболь), південного Афганістану (Забуль) і прикордонних з ними територіях Пакистану.

## Історія й географія
До Забулістану належав басейн річки Гільменд. Назва області походила від імені ефталітських правителів тих земель, які правили до арабського завоювання 870 року.
Відповідно до перської міфології в Забулістані народився і правив богатир Рустам. У VI столітті Забулістан увійшов до складу Держави Сасанідів.